# Vienna Open 2000 - Qualificazioni doppio
Le qualificazioni del doppio al Vienna Open 2000 sono state un torneo di tennis preliminare per accedere alla fase finale della manifestazione. I vincitori dell'ultimo turno sono entrati di diritto nel tabellone principale. In caso di ritiro di uno o più giocatori aventi diritto a questi sono subentrati i lucky loser, ossia i giocatori che hanno perso nell'ultimo turno di qualificazione ma che avevano una classifica più alta rispetto agli altri partecipanti che avevano comunque perso nel turno finale.
Le qualificazioni del doppio al torneo Vienna Open 2000 prevedevano 4 coppie partecipanti di cui una è entrata nel tabellone principale.

## Teste di serie
1. Chris Haggard /  Tom Vanhoudt (ultimo turno)

1. Massimo Bertolini /  Cristian Brandi (primo turno)

## Qualificati
1. Fabrice Santoro  /   Cyril Suk

## Tabellone

### Legenda
| - Q = Qualificato - WC = Wild card - LL = Lucky loser | - ALT = Alternate - SE = Special Exempt - PR = Protected Ranking | - w/o = Walkover - r = Ritirato - d = Squalificato |

|  | Primo turno | Primo turno                       | Primo turno                       | Primo turno | Primo turno |  |  | Ultimo turno | Ultimo turno               | Ultimo turno | Ultimo turno | Ultimo turno |  |
|  |             |                                   |                                   |             |             |  |  |              |                            |              |              |              |  |
|  | 1           | Chris Haggard Tom Vanhoudt        | Chris Haggard Tom Vanhoudt        | 6           | 6           |  |  |              |                            |              |              |              |  |
|  |             | Ronald Dueller Thiemo Maier       | Ronald Dueller Thiemo Maier       | 4           | 1           |  |  | 1            | Chris Haggard Tom Vanhoudt | 6            | 4            | 2            |  |
|  |             | Fabrice Santoro Cyril Suk         | Fabrice Santoro Cyril Suk         | 6           | 6           |  |  |              | Fabrice Santoro Cyril Suk  | 4            | 6            | 6            |  |
|  | 2           | Massimo Bertolini Cristian Brandi | Massimo Bertolini Cristian Brandi | 4           | 3           |  |  |              |                            |              |              |              |  |